# 윤보 (고려)
윤보(尹珤, ? ~ 1329년)는 고려 후기의 문신으로, 초명은 윤문옥(尹文玉), 본관은 파평(坡平)이다. 윤언이(尹彦頤)의 5대손이다.

## 생애
충렬왕(忠烈王)조에 문과에 급제했고, 1278년(충렬왕 4) 김주정(金周鼎)의 건의로 비칙치(必闍赤)가 처음 설치되었을 때 첨사부녹사(詹事府錄事)로서 그 중 한 명으로 임명되었다.
이후 윤보로 개명했으며, 1296년(충렬왕 22) 좌승지(左承旨)로서 국자시(國子試)를 주관해 최응(崔凝) 등 70여 명을 선발했다.
이듬해 밀직학사(密直學士)로 승진해 재추(宰樞)의 반열에 들었으며, 1298년(충렬왕 24) 5월 홍문관학사(弘文館學士)·의조상서(儀曹尙書), 7월 밀직사부사(密直司副使)·성균감대사성(成均監大司成)·수문전학사(修文殿學士)를 차례로 거쳤다.
그러나 이듬해 서북면지휘사(西北面指揮使)로 있을 때 인후(印侯)에게 협력했다는 이유로 파직되었고, 김부윤(金富允)이 그 자리를 대신했다.
1307년(충렬왕 33) 원(元)에 있던 전왕에 의해 다시 밀직사부사로 임명되었고, 1321년(충숙왕 8) 허유전(許有全)·박전지(朴全之)·이호(李瑚)·민종유(閔宗儒)와 함께 수도첨의찬성사(守都僉議贊成事)로 치사했다.
이후 다시 수도첨의정승(守都僉議政丞)·영평군(鈴平君)이 더해진 듯하며, 1329년(충숙왕 16) 졸했다.
시호는 문현(文顯)이다.

## 가족 관계
- 증조 - 윤상계(尹商季, ? ~ 1201년) : 위위소윤(衛尉少尹)·서경부유수(西京副留守), 윤언이(尹彦頤, 1090년 ~ 1149년)의 손자
  - 조부 - 윤복원(尹復元)[12] : 태상녹사(太常錄事), 증(贈) 좌복야(左僕射)
    - 아버지 - 윤순(尹純)[12] : 감찰어사(監察御史), 증 태위(太尉)·문하시랑평장사(門下侍郞平章事)
    - 어머니 - 예빈소경(禮賓少卿) 이균(李均)의 딸[1]
      - 부인 - 밀직사부사(密直司副使)·판도판서(版啚判書)·상호군(上護軍) 박보(朴保)의 딸[13]
        - 장남 - 윤안비(尹安庇) : 좌대언(左代言), 윤석(尹晳, 1435년 ~ 1503년)의 6대조
        - 차남 - 윤암(尹諳)[13] : 소부윤(少府尹), 윤해(尹侅, 1307년 ~ 1376년)의 아버지
        - 3남 - 충탄(冲坦)[13] : 승려
        - 4남 - 윤안숙(尹安淑) : 도첨의찬성사(都僉議贊成事), 양간공(良簡公), 윤척(尹陟, ? ~ 1384년)의 아버지
        - 5남 - 윤안적(尹安示+啇) : 초명 윤안승(尹安勝), 대언(代言)
        - 6남 - 윤계종(尹繼宗, ? ~ 1346년)[13] : 초명 윤계정(尹繼廷), 도첨의찬성사
        - 첫째 사위 - 최직(崔直)[13] : 대호군(大護軍)
        - 둘째 사위 - 윤신계(尹莘係)[13] : 도첨의찬성사, 봉성군(鳳城君)
        - 셋째 사위 - 이계영(李繼英)[13]
        - 넷째 사위 - 제제두(齊齊豆, 齊乙豆)